# Justin Theroux
Justin Paul Theroux (ur. 10 sierpnia 1971 w Waszyngtonie) – amerykański aktor filmowy, teatralny i telewizyjny, także reżyser i scenarzysta.

## Życiorys

### Wczesne lata
Urodził się w Waszyngtonie. Pochodzi z artystycznej rodziny. Jego matka, Phyllis (Grissim) Theroux, była autorką publikacji w „Los Angeles Times”, „The New York Times” i „Washington Post”. Jego ojciec, Eugene Theroux, to artysta amator, absolwent Pratt Institute w Nowym Jorku. Jego dziadek ze strony ojca był pochodzenia francusko-kanadyjskiego, babcia ze strony ojca miała korzenie włoskie, jego matka była Angielką pochodzenia niemieckiego, hiszpańskiego i holenderskiego. Ma młodszego brata Sebastiana (ur. 1989). Jego wujek Paul jest powieściopisarzem i autorem wielu książek podróżniczych (na podstawie jego książki Wybrzeże moskitów (The Mosquito Coast) powstał film z Harrisonem Fordem, a jego kuzyn Louis Theroux to dziennikarz. Uczęszczał do Buxton School z internatem w Williamstown, w stanie Massachusetts. Ukończył College w Bennington, w stanie Vermont na kierunku sztuk wizualnych i dramatu.

### Kariera
W 1994 zadebiutował w roli Teddy’ego Bakera w produkcji off-Broadwayowskiej Musisz ukryć swoją miłość (Hide Your Love Away: The Ballad of Brian Epstein), której bohaterem jest Brian Epstein – menedżer zespołu muzycznego The Beatles. W 1996 w Hartford Stage Company w Hartford zagrał geja Hala w sztuce Joe Ortona Łup. W 1997 wystąpił na Broadwayu w potrójnej roli jako podporucznik Rode,  baron Mikołaj Tuzenbach i sztabskapitan Solony w spektaklu Antona Czechowa Trzy siostry w reżyserii Bena Stillera z Amy Irving, Lili Taylor i Jeanne Tripplehorn. W 1998 wystąpił w roli idealistycznego ćpuna Robbiego w Shopping and Fucking z Philipem Seymourem Hoffmanem.
Grał też w komediach szekspirowskich – Wiele hałasu o nic, Wieczór Trzech Króli i Sen nocy letniej. W 2003 za rolę Kennetha Pypera w przedstawieniu Przestrzegać synów Ulsteru udających się w kierunku Somme (Observe the Sons of Ulster Marching Toward the Somme) Franka McGuinessa był nominowany do Lucille Lortel Award.
Po udziale w serialu CBS Central Park West (1995), zadebiutował w kinowym biograficznym dramacie kryminalnym Strzelałam do Warhola (I Shot Andy Warhol, 1996) jako obskurny rewolucjonista, który sypia z kobietą, która postrzeliła Andy’ego Warhola. Potem na ekranie pojawił się w komediach: Romy i Michele na zjeździe absolwentów (Romy and Michelle's High School Reunion, 1997), Liga złamanych serc (The Broken Hearts Club: A Romantic Comedy, 2000), Baxter (The Baxter, 2005) i Zoolander (2001) oraz zagrał w dwóch obrazach Davida Lyncha: Mulholland Drive (2001) i Inland Empire (2006).
Wystąpił w teledysku brytyjskiej grupy rockowej Muse do piosenki pt. „Hysteria” (2003).
Był na okładkach magazynów takich jak „Bust” (w sierpniu 2005), „GQ” (w październiku 2013, w czerwcu 2018), „Details” (w sierpniu 2014), „Men’s Health” (w listopadzie 2016, w sierpniu 2018), „Men’s Journal” (w styczniu 2019) i „Esquire” (w kwietniu 2021).

## Życie prywatne
W latach 1997–2011 przez 14 lat był w związku ze stylistką i projektantką kostiumów Heidi Bivens. Po wspólnej pracy nad filmem Raj na ziemi, od 2011 zaczął spotykać się z aktorką Jennifer Aniston. Zaręczyli się w sierpniu 2012, a 5 sierpnia 2015 odbyła się niewiążąca prawnie ceremonia ślubna w ich posiadłości. 15 lutego 2018 ogłosili, że pod koniec 2017, po pięciu latach bycia razem postanowili zakończyć swój związek, pozostając w przyjacielskich relacjach. W sierpniu 2024 Theroux zaręczył się z aktorką Nicole Brydon Bloom, z którą zawarł związek małżeński 15 marca 2025.

## Filmografia

### Filmy
| Rok  | Tytuł                                                                           | Rola                                                   | Reżyser                                 |
| ---- | ------------------------------------------------------------------------------- | ------------------------------------------------------ | --------------------------------------- |
| 1996 | Strzelałam do Warhola (I Shot Andy Warhol)                                      | Mark                                                   | Mary Harron                             |
| 1997 | Romy i Michele na zjeździe absolwentów (Romy and Michele's High School Reunion) | kowboj Clarence                                        | David Mirkin                            |
| 1997 | Utopia (Below Utopia)                                                           | Daniel Beckett                                         | Kurt Voss                               |
| 1997 | Dream House (wideo)                                                             | Mark Brooks                                            | Adam Amdur                              |
| 1998 | Żaby za węże (Frogs for Snakes)                                                 | Flav Santana                                           | Amos Poe                                |
| 1998 | Bronx County (TV)                                                               |                                                        | Thomas Carter                           |
| 1998 | Dead Broke                                                                      | James                                                  | Edward Vilga                            |
| 1999 | Policyjna zmowa (Sirens, TV)                                                    | oficer David Bontempo                                  | John Sacret Young                       |
| 2000 | Liga złamanych serc (The Broken Hearts Club: A Romantic Comedy)                 | Marshall                                               | Greg Berlanti                           |
| 2000 | American Psycho                                                                 | Timothy Bryce                                          | Mary Harron                             |
| 2001 | The Sleepy Time Gal                                                             | chłopak Rebekki                                        | Christopher Münch                       |
| 2001 | Zoolander                                                                       | Zły DJ                                                 | Ben Stiller                             |
| 2001 | Mulholland Drive (Mulholland Dr., TV)                                           | Adam Kesher                                            | David Lynch                             |
| 2002 | Peel                                                                            | narrator                                               | Michael Streeter                        |
| 2003 | Starsza pani musi zniknąć (Duplex)                                              | Coop                                                   | Danny DeVito                            |
| 2003 | Happy End (Nowhere to Go But Up)                                                | Jack                                                   | Amos Kollek                             |
| 2003 | Aniołki Charliego: Zawrotna szybkość (Charlie’s Angels: Full Throttle)          | Seamus O’Grady                                         | McG                                     |
| 2005 | Nietutejsi z Candy (Strangers with Candy)                                       | Pan Carlo Honklin                                      | Paul Dinello                            |
| 2005 | The Baxter                                                                      | Bradley Lake                                           | Michael Showalter                       |
| 2005 | Confessions of a Dog (TV)                                                       |                                                        | Chris Koch                              |
| 2006 | Tajemnica przeszłości (The Legend of Lucy Keyes)                                | Guy Cooley                                             | John Stimpson                           |
| 2006 | Return to Rajapur                                                               | Jeremy Reardon                                         | Nanda Anand                             |
| 2006 | Miami Vice                                                                      | detektyw Larry Zito                                    | Michael Mann                            |
| 2006 | Inland Empire                                                                   | Devon Berk / Billy Side                                | David Lynch                             |
| 2007 | Szukając miłości (Broken English)                                               | Nick Gable                                             | Zoe Cassavetes                          |
| 2007 | Jak złamać 10 przykazań (The Ten)                                               | Jesus H. Christ                                        | David Wain                              |
| 2007 | Dedykacja (Dedication)                                                          | –                                                      | Justin Theroux                          |
| 2008 | Jaja w tropikach (Tropic Thunder)                                               | prawnik przez telefon Jan Jürgen / narrator            | Ben Stiller                             |
| 2010 | Megamocny (Megamind, animowany)                                                 | ojciec Megamocnego (głos)                              | Tom McGrath Cameron Hood Kyle Jefferson |
| 2010 | Iron Man 2                                                                      | scenarzysta                                            | Jon Favreau                             |
| 2011 | Wasza wysokość (Your Highness)                                                  | Leezar                                                 | David Gordon Green                      |
| 2011 | Documental (TV)                                                                 | Jan Jurgen                                             | Justin Theroux (także scenarzysta)      |
| 2012 | Raj na ziemi (Wanderlust)                                                       | Seth                                                   | David Wain                              |
| 2012 | Rock of Ages                                                                    | scenarzysta                                            | Adam Shankman                           |
| 2016 | Zoolander 2                                                                     | Zły DJ (również współscenarzysta)                      | Ben Stiller                             |
| 2016 | Dziewczyna z pociągu (The Girl on the Train)                                    | Tom Watson                                             | Tate Taylor                             |
| 2016 | The Master: A Lego Ninjago Short                                                | narrator                                               | Jon Saunders                            |
| 2017 | Lego Ninjago: Film (The Lego Ninjago Movie, animowany)                          | Lord Garmadon (głos)                                   | Charlie Bean Paul Fisher                |
| 2017 | Gwiezdne wojny: Ostatni Jedi (Star Wars: The Last Jedi)                         | Mistrz łamania kodów (cameo)                           | Rian Johnson                            |
| 2018 | Bez słowa (Mute)                                                                | Duck Teddington, partner i przyjaciel Cactusa          | Duncan Jones                            |
| 2018 | Ze względu na płeć (On the Basis of Sex)                                        | Melvin Wulf                                            | Mimi Leder                              |
| 2018 | Szpieg, który mnie rzucił (The Spy Who Dumped Me)                               | Drew Thayer                                            | Susanna Fogel                           |
| 2018 | Bumblebee                                                                       | Dropkick (głos)                                        | Travis Knight                           |
| 2019 | Joker                                                                           | Ethan Chase                                            | Todd Phillips                           |
| 2019 | Zakochany kundel (Lady and the Tramp, animowany)                                | Tramp (głos)                                           | Charlie Bean                            |
| 2021 | Fałszywy traf (False Positive)                                                  | Adrian Martin                                          | John Lee                                |
| 2021 | Violet                                                                          | Głos                                                   | Justine Bateman                         |
| 2024 | Beetlejuice Beetlejuice                                                         | Rory, chłopak i producent programu telewizyjnego Lydii | Tim Burton                              |
| 2026 | Diabeł ubiera się u Prady 2 (The Devil Wears Prada 2)                           |                                                        | David Frankel                           |

### Seriale
- 1995: Central Park West jako Gary Andrews
- 1998: Seks w wielkim mieście (Sex and the City) jako Jared[21]
- 1998: Spin City jako Pete
- 1998: Oblicza Nowego Jorku (New York Undercover) jako Frankie Stone
- 1998: Ally McBeal jako adwokat Raymond Brown
- 1999: Seks w wielkim mieście (Sex and the City) jako Vaughn[22]
- 2000–2002: Bez pardonu (The District) jako Nick Pierce
- 2003: Agentka o stu twarzach (Alias) jako Simon Walker
- 2003–2004: Sześć stóp pod ziemią (Six Feet Under) jako Joe
- 2007: John Adams jako John Hancock
- 2010: Parks and Recreation jako Justin Anderson
- 2014–2017: Pozostawieni (The Leftovers) jako Kevin Garvey
- 2018: Wariat (Maniac) jako dr James K. Mantleray
- 2019: Rick i Morty (Rick and Morty) jako Miles Knightly
- 2025: Fallout jako Robert Edwin House